# Pocket Mortys
Pocket Mortys (también conocido como Rick y Morty: Pocket Mortys o solo Pocket Morty) es un videojuego de rol basado en Rick y Morty desarrollado por Big Pixel Studios y publicado por Adult Swim Games. El juego gratuito fue lanzado el 13 de enero de 2016 en todo el mundo para iOS y Android. 
El juego tanto como su temática y mecanismos sirve como una Parodia a la franquicia Pokémon.

## Descripción
Pocket Mortys se basa en el concepto de cronología múltiple como se describe en el episodio 10 de la temporada 1, "Close Rick-counters of the Rick Kind". El juego utiliza un estilo y un concepto similar a los juegos de Pokémon, con la captura de varios Mortys "salvajes", luchando contra ellos con una variedad de Entrenadores en forma de extraterrestres, Ricks y Jerry. El juego cuenta con las voces de Justin Roiland y Dan Harmon.

### Jugabilidad
Pocket Mortys se juega desde una perspectiva en tercera persona y cuenta con tres pantallas básicas: el mundo excesivo, en el que el jugador navega al personaje principal; una pantalla de batalla, con vista lateral, en donde se desarrolla la batalla contra otros Mortys; y una interfaz de menú, en la que el jugador configura sus Mortys, revisa sus objetos o los ajustes de juego.
El jugador puede usar su Mortys para luchar contra otros Mortys. Supuestamente, el Morty más fuerte hasta ahora es el "The One True Morty", revelado más tarde en el juego. Diversos Mortys silvestres son visibles en el mundo excesivo y pueden ser capturados usando un Morty Manipulation Chip. Cuando el jugador se encuentra con un Morty salvaje o un entrenador, la pantalla cambia a una pantalla de batalla por turnos, donde hasta cinco Mortys pueden ser utilizados. Durante la batalla, el jugador puede realizar cuatro acciones distintas: un ataque para su Morty, usar un objeto, cambiar su Morty activo o, en el caso de pelear contra un Morty salvaje, intentar huir. Cada Morty tiene sus propios puntos de salud (HP); cuando estos se reducen a cero, Morty queda aturdido y ya no puede luchar hasta que se recupere. Una vez que un Morty enemigo se desmaya, el Morty del jugador involucrado en la batalla recibe un cierto número de puntos de experiencia (EXP). Después de acumular suficientes EXP, el Morty subirá de nivel, con lo cual sus estadísticas aumentarán o incluso podría aprender un movimiento nuevo. El jugador puede combinar dos Mortys del mismo tipo para evolucionarlos; estas evoluciones afectan las estadísticas y qué movimientos se aprenden. La captura de Mortys es otro elemento esencial de la jugabilidad. Durante la batalla contra un Morty salvaje, el jugador puede lanzar un Morty Manipulation Chip. Si el Morty salvaje es capturado con éxito, se volverá propiedad del jugador.
El objetivo final del juego es recolectar y subir de nivel a un equipo de Mortys para luchar contra el Consejo de Ricks, que han tomado la pistola de portales de Rick hasta que éste demuestre que es digno de recuperarla.

## Recepción
El juego ha recibido críticas favorables en su mayoría, ganando una puntuación en el sitio Metacritic agregador de revisión de 73 de un posible 100. PC Magazine dio al juego una calificación de 3.5 / 5, y Patricia Hernández de Kotaku declaró que el juego era "brillante". IGN no fue tan favorable en su revisión, dando al juego una calificación "mediocre" de 5.5, afirmando que el juego "carece de cohesión" y que era "poco más que un imitador de Pokémon diluido". HardcoreGamer reflejó esta opinión dando al juego una puntuación de 2,5 / 5.